# شينشيانغ
شينشيانغ (بالصينية: 新乡市 )‏ هي مدينة على مستوى محافظة، في جمهورية الصين الشعبية، تتبع خنان، تبلغ مساحتها 8,629 كيلومتر مربع، رمزها البريدي هو 453000.

## الموقع
تشترك في الحدود مع:
- انيانغ
- تشنغتشو
- كايفنغ
- هيبى
- جياوتسو.

## مدن توأم
المدن التوأم:
- إتاخايي.

## التقسيمات الإدارية
- Hongqi, Xinxiang [الإنجليزية]‏
- Weibin, Xinxiang [الإنجليزية]‏
- Fengquan, Xinxiang [الإنجليزية]‏
- Muye, Xinxiang [الإنجليزية]‏
- Xinxiang County [الإنجليزية]‏
- Huojia County [الإنجليزية]‏
- Yuanyang County, Henan [الإنجليزية]‏
- Yanjin County, Henan [الإنجليزية]‏
- Fengqiu County [الإنجليزية]‏
- Changyuan [الإنجليزية]‏
- ويهوي
- هويشيان.

## أعلام
- زهو تشي
- تشانغ لي
- وو وي
- شياو دونغ وانغ